# 交配系統
交配系統（英語：Mating system）是一種與性行為相關的群體結構方式。確切的含義取決於所論對象所處之脈絡。就動物而言，該術語描述了雄性和雌性在何種情況下交配。公認的制度包括單配偶制、多配偶制（包括一雄多雌、一雌多雄和多雌多雄）及濫交，所有這些都會導致不同的擇偶結果，因此這些制度會影響實行這些制度的物種中性選擇的運作方式。在植物中，該術語指遠親交配（英語：Outcrossing）的程度和環境。在人類社會生物學中，這些術語已擴展包含婚姻等關係的形成。
在動物行為中，交配系統一詞指的是一組特徵的集合，其中包括每種性別的成員常態擁有的交配對象的數量、交配對象之間的聯繫有多持久、交配對象彼此通常如何在空間分組（例如，性別隔離的社會群體與多雄性、多雌性社會群體與社會單配偶制的配對等），以及父母一方或雙方是否參與親代撫育等。 

## 類型
在許多動物群體中經常可以看到三種交配系統，它們都涉及先天行為，而不是後天習得的行為：單配偶制、一雄多雌和一雌多雄。

### 單配偶制
在單配偶制系統中，一隻雄性和一隻雌性至少在一個繁殖季節配對。在某些動物中，例如灰狼，這些關聯可以持續更長時間，甚至一生。對於這種類型的交配系統，提出了幾種解釋。「配偶保護假說」（英語：mate-guarding hypothesis）指出，單個雄性個體與單個雌性個體在一起，以防止其他雄性個體與該雌性個體交配。這種行為在（雌性）配偶稀缺的情況下有利（於雄性個體）。另一種解釋是“雄性協助假說”（英語：male-assistance hypothesis），即幫助單個雌性個體保護和撫養後代的單個雄性個體將擁有更多且更健康的後代。在許多鳥類族群中都觀察到單配偶制，除雌性之親代照顧外，雄性也是幼鳥的親代照顧的主要提供者。關於單配偶制演化優勢的第三種解釋是「雌性強制假說」。在這種情況下，雌性確保雄性沒有其他可能與自己的後代競爭的子代，因此雌性會積極干擾雄性吸引其他配偶的訊息。

### 一雄多雌
一雄多雌交配是指一隻雄性與多隻雌性交配。在這些情況下，雌性必須負責大部分的親代照顧，因為單隻雄性無法照顧眾多後代。在以資源為基礎的一雄多雌制中，雄性爭奪擁有最好資源的領地。然後，它們與進入該領地的雌性交配，這些雌性被該領地豐富的資源所吸引。雌性透過與主導的、基因適合的雄性交配而受益。然而，這是以沒有雄性幫忙照顧後代為代價。印度嚮蜜鴷就是一個例子，這種鳥的雄性會保衛蜂巢，因為雌性會以蜂蠟為食。當雌性接近時，保衛蜂巢的雄性就會與之交配。「後宮交配結構」（英語：Harem mating structures）是一種一雄多雌制，某些雄性在交配中占主導地位，同時控制著一塊資源領地。像海豹就是一個例子，其中雄性領袖在群體內的交配中占主導地位。第三種一雄多雌制是求偶場制度。這裡有一個公共求愛區，幾隻雄性為雌性進行精心的表演。雌性從這個群體中選擇自己的伴侶。在幾種鳥類中觀察到這種行為。

### 一雌多雄
在一雌多雄交配系統中，一隻雌性與許多雄性交配。這些類型的系統比單配偶制和一雄多雌制的交配系統要少得多。在海龍亞科和海馬之物種中，雄性從雌性接收卵子，並使這些卵子受精，將它們保護在育幼袋中，然後生下後代。因此，雌性能夠為多個雄性提供卵子，而不承擔攜帶受精卵的負擔。